# Europese Route voor Industrieel Erfgoed
De Europese Route voor Industrieel Erfgoed (European Route Of Industrial Heritage of ERIH) is een project, mede gefinancierd door de Europese Unie, dat tracht het industrieel erfgoed van Europa te bewaren en in de kijker te zetten.
Het netwerk van industriële sites werd op 12 september 2005 officieel ingehuldigd bij het Ironbridge Gorgemuseum in Coalbrookdale.

## Ankerpunten
De route is opgebouwd uit ankerpunten die bestaan uit historisch of toeristisch belangrijke industriële sites. Deze zogenaamde ankerpunten zijn anno 2016 reeds verspreid over 14 Europese landen en vormen de basis van verscheidene regionale en thematische routes.
Ankerpunten in Nederland zijn onder andere: 
- het Ir. D.F. Woudagemaal in Lemmer
- het stoomgemaal De Cruquius in Haarlemmermeer
- de Zaanse Schans in Zaandam
- de Heineken Experience in Amsterdam
- de steenfabriek Panoven in Zevenaar
- het Contibium Discovery Center in Kerkrade
- het Sphinxkwartier in Maastricht.

In België zijn ankerpunten: 
- het Industriemuseum in Gent
- het Vlaams Mijnmuseum in Beringen
- de steenkoolmijn van Blegny in Trembleur
- de mijn Bois du Cazier in Marcinelle.

Een voorbeeld van een route is de "Route du Feu" langs relicten van de textielindustrie in Verviers.